# The Kiss of Morning
The Kiss of Morning je v pořadí čtvrté sólové album anglického písničkáře, kytaristy a člena skupiny Blur Grahama Coxona, které ve Velké Británii vyšlo 21. října 2002. Zároveň se jedná o první album vydané po oficiálním oznámení Coxonova odchodu z Blur v důsledku osobních problémů (mj. alkoholismus) a rozporů s ostatními členy skupiny v průběhu nahrávání alba Blur Think Tank. Blur v roce 2003 pokračovali v trojčlenné sestavě, v té koncertní pak Coxona zastoupil někdejší člen skupiny The Verve, Simon Tong. K obnovení skupiny v kompletní sestavě došlo v roce 2009. Některé písně na desce The Kiss of Morning toto turbulentní období reflektují, mezi fanoušky se objevovaly např. spekulace o tom, že hudebník ve skladbě "Song For The Sick" ostře účtuje s frontmanem Blur, Damonem Albarnem. The Kiss of Morning je rovněž posledním albem vydaným výhradně na Coxonově vlastním labelu Transcopic Records před přechodem labelu pod křídla Parlophone/EMI Records. Kritický ohlas na album byl veskrze pozitivní, komerčně však neuspělo: v britském albovém žebříčku obsadilo nejvýše 126. příčku. Na rozdíl od předchozích alb se zde kromě samotného Coxona poprvé objevují i další hudebníci, jmenovitě pianista Louis Vause a steel kytarista BJ Cole. Autorem ilustrace na obálce je G. Coxon, autorkou fotografií v bookletu alba jeho tehdejší životní partnerka, Švédka Anna Norlanderová.

## Seznam skladeb[3]
| 1.  | "Bitter Tears"                  | 5:18 |
| 2.  | "Escape Song"                   | 2:26 |
| 3.  | "Locked Doors"                  | 3:45 |
| 4.  | "Baby, You're Out of Your Mind" | 1:56 |
| 5.  | "It Ain't No Lie"               | 2:55 |
| 6.  | "Live Line"                     | 3:37 |
| 7.  | "Just Be Mine"                  | 4:44 |
| 8.  | "Do What You're Told To"        | 4:34 |
| 9.  | "Mountain of Regret"            | 4:50 |
| 10. | "Latte"                         | 1:19 |
| 11. | "Walking Down the Highway"      | 3:09 |
| 12. | "Song for the Sick"             | 1:55 |
| 13. | "Good Times"                    | 5:55 |
|     |                                 |      |

## Propagace
Coxon v průběhu roku 2002 koncertoval jen minimálně. S různými písněmi z aktuálního alba nicméně vystoupil v několika rozhlasových a televizních pořadech, v prosinci 2002 například na BBC 2 ve známém hudebním pořadu Later With... Jools Holland, a to s písní "Song For The Sick".